# 巴克克里克 (密蘇里州)
巴克克里克（英語：Buck Creek）是位於美國密蘇里州摩根縣的非建制地區。

## 地理
巴克克里克所處的海拔為高於海平面253米（即830英呎），而該地所採用的時區為UTC-6，即北美中部時區（CST）。同時該地設有夏令時間，為UTC-6調快一小時，即UTC-5（CDT）。